# 杨昌炽
杨昌炽（1954年3月10日—）是台灣的天文愛好者,台湾彰化县溪湖鎮人。前任台中市天文学会理事长。

## 生平
- 1960年就读于溪湖鎮湖東國小
- 1966年就读于員林實驗中學初中部（現改名為:國立員林崇實高級工業職業學校）
- 1969年就读于台中師專（現改名為:國立台中教育大學）
- 任職于臺中市太平區頭汴國民小學（1974－1976年）
- 1990年任職于台中市北屯區建功國小
- 2004年8月退休。

## 家庭
杨昌炽育有两女。

## 天文爱好经历

### 天文观测
杨昌炽游历过三十多个国家，天文观测经验丰富，被誉为“当代夸父”。

### 天文攝影
2001年,2004年,2007年三次前往阿拉斯加观测拍攝极光。
2006年利比亚、2008年新疆、2009年印尼、2009年上海、2010年缅甸和玻利尼西亚、2012年台湾。

## 天文科普
2013年开始，杨昌炽经常前往中国大陆进行天文科普讲座。

## 引用资料
1. ↑   （中文（简体））.[永久]

## 外部連結
- 優酷網上的「2013/10/8北理珠海学院-楊昌熾」
- 土豆網上的「佛山一中by 楊昌熾」
- 優酷網上的「《2012/10/20 北大文史樓》by 楊昌熾」
- 優酷網上的「《威海天文論壇之旅》by 楊昌熾」
- 杨昌炽個人網站
- 杨昌炽騰訊微博 （页面存档备份，存于）
- 楊昌熾新浪微博